# Stronchreggan
Stronchreggan (Schots-Gaelisch: Sròn a' Chritheagain) is een dorp op de noordoostelijke oever van Loch Linnhe ongeveer 2 kilometer ten noordoosten van Trislaig in de Schotse lieutenancy Inverness in het raadsgebied Highland.